# Lonchoeidestenhelia prote
Lonchoeidestenhelia prote is een eenoogkreeftjessoort uit de familie van de Miraciidae. De wetenschappelijke naam van de soort werd voor het eerst geldig gepubliceerd in 2020 door Gómez.